# 利赫特费尔德
利赫特费尔德（荷蘭語：Lichtervelde，荷蘭語發音：[ˈlɪxtərˌvɛldə]）是比利时弗拉芒大區西佛兰德省鲁瑟拉勒区的一个市镇，通行荷蘭語，是弗拉芒社群的一部分，面积26.16平方千米，人口8,793人（2018年1月1日）。